# Bacolet Island
Bacolet Island är en ö i Grenada.   Den ligger i parishen Saint Andrew, i den sydöstra delen av landet, 14 km öster om huvudstaden Saint George's.